# Écouflant
 Écouflant  es una comuna y población de Francia, en la región de Países del Loira, departamento de Maine y Loira, en el distrito de Angers y Cantón de Angers-Nord-Est.
Está integrada en la Communauté d’agglomération Angers Loire Métropole .

## Demografía
| 814 | 888 | 3209 | 3233 | 3361 | 3703 |
| Para los censos de 1962 a 1999 la población legal corresponde a la población sin duplicidades (Fuente: INSEE [Consultar]) |     |      |      |      |      |

Forma parte de la aglomeración urbana de Angers.